# 薩吉諾縣
薩吉諾縣（英語：Saginaw County）是美国密西根州中東部的一個縣，面積2,113平方公里。根據2020年美國人口普查，共有人口19萬124人。縣治薩吉諾（Saginaw）。該縣成立於1835年2月9日，縣名有兩個說法：「索克族的地方」或奥吉布瓦语「出口」的意思。